# Alaksandr Antonienka
Alaksandr Ilicz Antonienka (biał. Аляксандр Ільіч Антоненка, ros. Александр Ильич Антоненко, Aleksandr Iljicz Antonienko; ur. 2 października 1953 w Sławogradzie) – białoruski ekonomista i polityk, w latach 2008–2012 deputowany do Izby Reprezentantów Zgromadzenia Narodowego Republiki Białorusi IV kadencji.

## Życiorys
Urodził się 2 października 1953 roku w mieście Sławograd, w obwodzie mohylewskim Białoruskiej SRR, ZSRR. Ukończył Leningradzki Instytut Finansowo-Ekonomiczny im. N. Wozniesienkiego, uzyskując wykształcenie ekonomisty, a także Akademię Zarządzania przy Prezydencie Republiki Białorusi, stając się specjalistą w zakresie administracji państwowej. Pracę rozpoczął jako robotnik w sławogradzkiej szkole-internacie. Odbył służbę w szeregach Sił Zbrojnych ZSRR. Następnie pracował jako mistrz, starszy mistrz, naczelnik oddziału Grodzieńskiego Zjednoczenia Przemysłowego Produkcji Narzędzi, instruktor i konsultant Grodzieńskiego Komitetu Miejskiego i Grodzieńskiego Komitetu Obwodowego Komunistycznej Partii Białorusi, naczelnik Państwowej Inspekcji Podatkowej m. Grodna, zastępca naczelnika i naczelnik Inspekcji Komitetu Podatkowego Obwodu Grodzieńskiego, naczelnik oddziału Grodzieńskiego Obwodowego Urzędu ASB „Biełarusbank”, zarządzający wydziałem finansowym, przewodniczący Grodzieńskiego Miejskiego Komitetu Wykonawczego.
27 października 2008 roku został deputowanym do Izby Reprezentantów Białorusi IV kadencji z Grodzieńskiego-Zaniemeńskiego Okręgu Wyborczego Nr 49. Pełnił w niej funkcję przewodniczącego Stałej Komisji ds. Budżetu, Finansów i Polityki Podatkowej. Od 13 listopada 2008 roku był członkiem Narodowej Grupy Republiki Białorusi w Unii Międzyparlamentarnej. Jego kadencja w Izbie Reprezentantów zakończyła się 18 października 2012 roku.

## Poglądy
Zdaniem Alaksandra Antonienki w obwodzie grodzieńskim nigdy nie dochodziło do konfliktów na tle narodowościowym i międzywyznaniowym, a zamieszkująca tam mniejszość polska nie jest obiektem żadnych uprzedzeń. Kwestie takie jak Karta Polaka czy Związek Polaków na Białorusi według niego podnoszone były głównie przez pojedyncze, aktywne osoby o szczególnych poglądach. Antonienka uważa, że krytyka wyrażana przez polskich polityków pod adresem władz Białorusi jest wynikiem realizacji interesów, kierunków i priorytetów Polski, polegających m.in. na poparciu dla polityki Stanów Zjednoczonych i Unii Europejskiej.

## Odznaczenia
- Medal „Za zasługi w pracy”;
- Gramota Pochwalna Rady Ministrów Republiki Białorusi;
- Gramota Pochwalna Zgromadzenia Narodowego Republiki Białorusi[1].

## Życie prywatne
Alaksandr Antonienka jest żonaty, na syna i córkę.